# Rothschildia aurota
Rothschildia aurota är en fjärilsart som beskrevs av Pieter Cramer 1775. Rothschildia aurota ingår i släktet Rothschildia och familjen påfågelsspinnare. Inga underarter finns listade.

## Bildgalleri

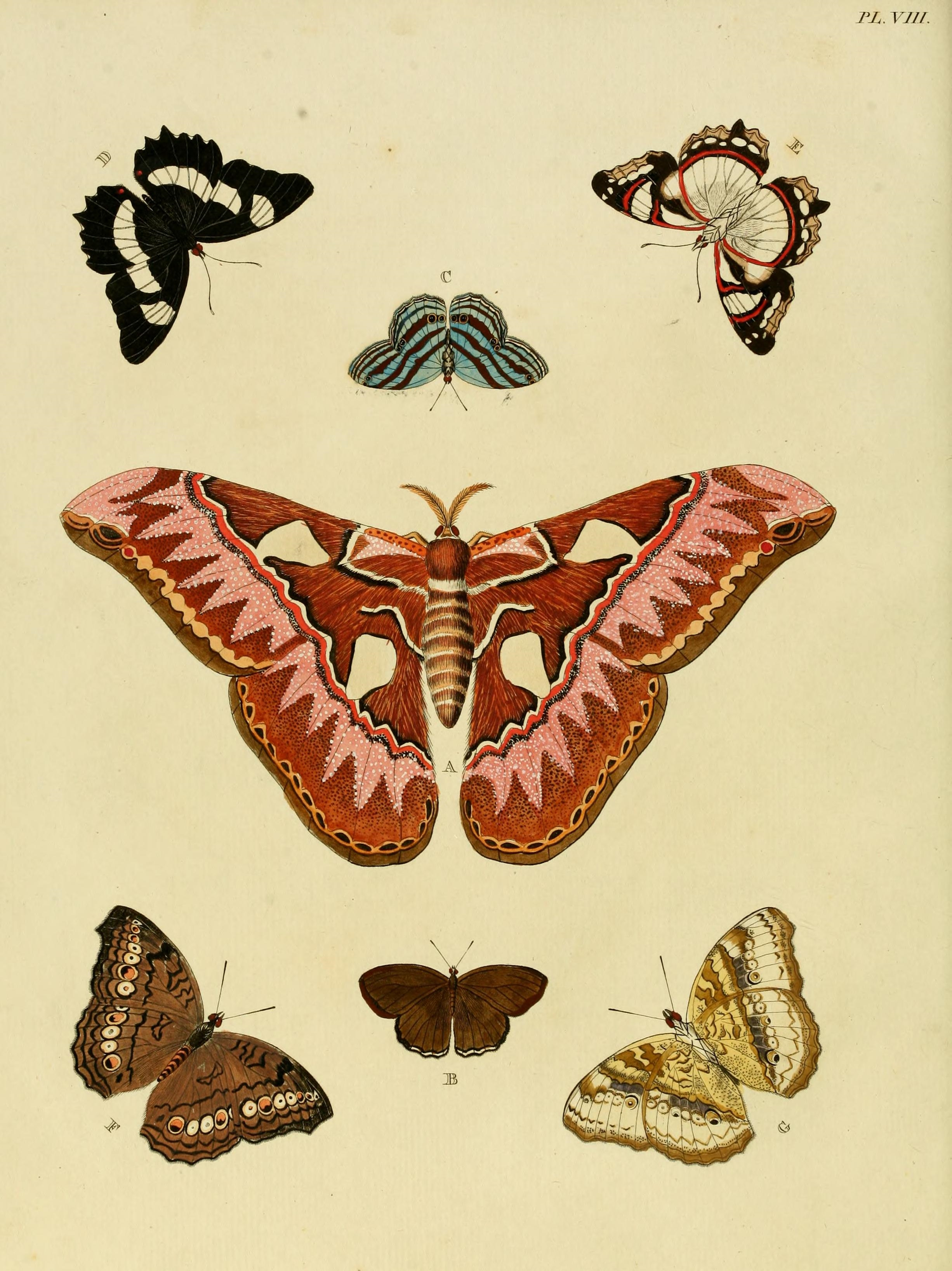
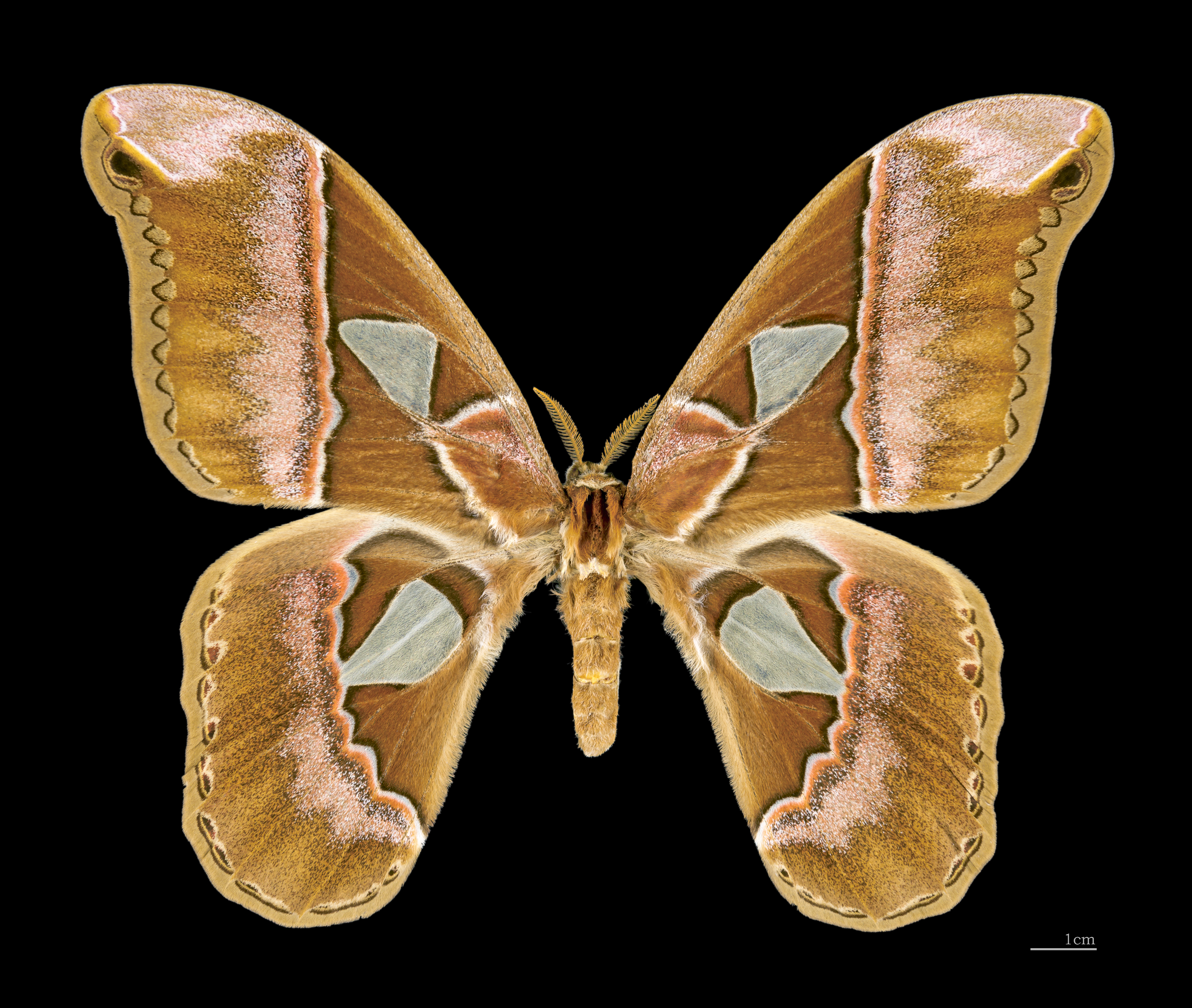
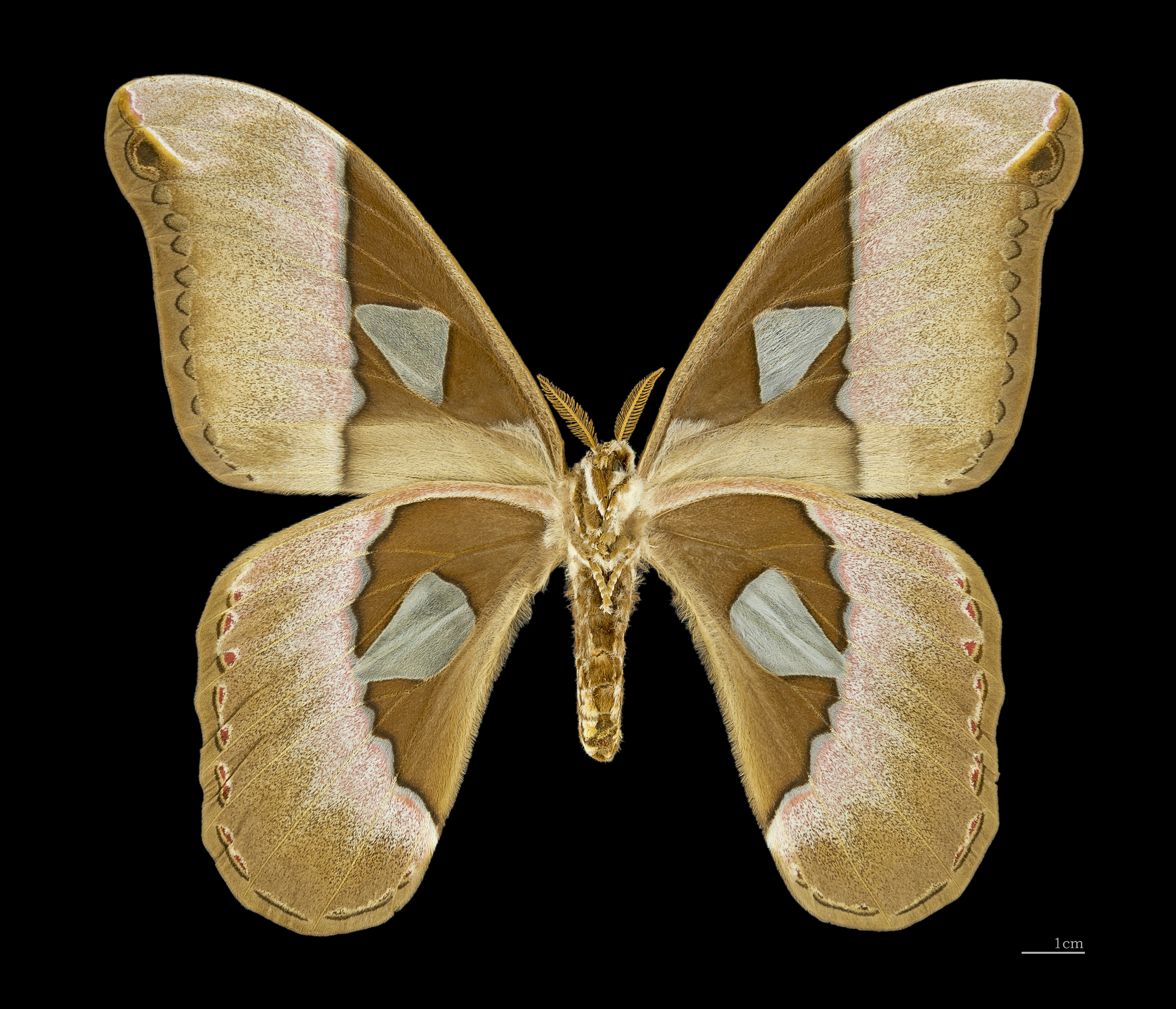
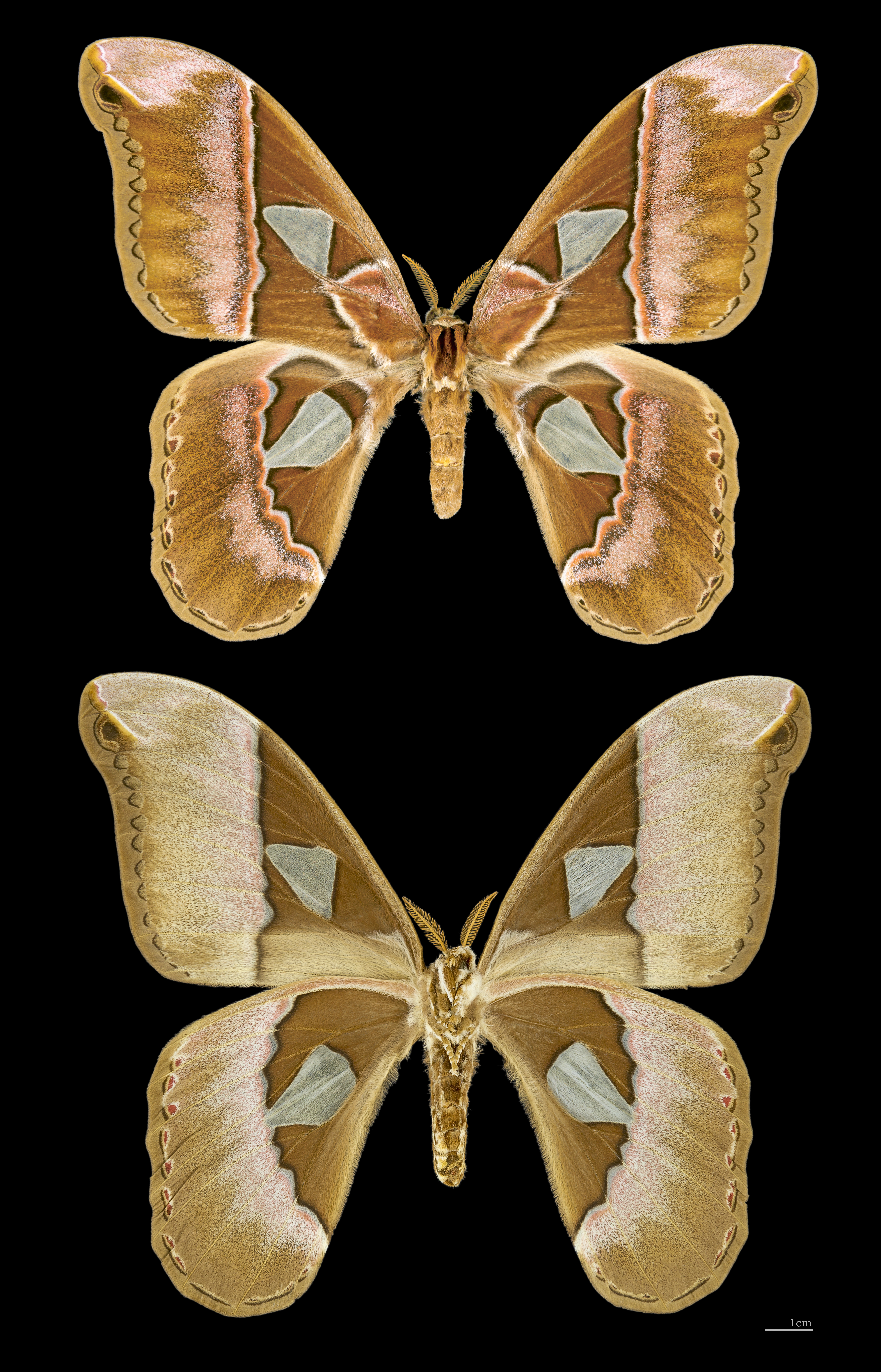